# RideLondon Classique 2018
La 6.ª edición del RideLondon Classique se celebró el 28 de julio de 2018 sobre un recorrido de 66 km con inicio y final en la ciudad de Londres en la calle The Mall en Reino Unido.
La carrera hizo parte del UCI WorldTour Femenino 2018 como competencia de categoría 1.WWT del calendario ciclístico de máximo nivel mundial siendo la decimosexta carrera de dicho circuito y fue ganada por la ciclista neerlandesa Kirsten Wild del equipo Wiggle High5. El podio lo completaron la ciclista neerlandesa Marianne Vos del equipo WaowDeals y la ciclista italiana Elisa Balsamo del equipo Valcar PBM.

## Equipos
Tomaron parte en la carrera un total de 19 equipos de categoría UCI Team Femenino invitados por la organización, quienes conformaron un pelotón de 115 ciclistas de los cuales terminaron 106
| Equipos femeninos (19)- Alé Cipollini - Boels Dolmans - BTC City Ljubljana - Canyon-SRAM Racing - Cervélo Bigla - Cylance - FDJ-Nouvelle Aquitaine-Futuroscope - Hitec Products-Birk Sport - Mitchelton-Scott - Rally - Storey Racing - Sunweb - Tibco-Silicon Valley Bank - Trek-Drops - Valcar PBM - Virtu - WaowDeals - Wiggle High5 - WNT-Rotor Pro Cycling |
| |

## Clasificaciones finales
Las clasificaciones finalizaron de la siguiente forma:

### Clasificación general
| \| Clasificación general \| Clasificación general \| Clasificación general \| Clasificación general \| Clasificación general \| \| Ciclista \| Ciclista \| Equipo \| Tiempo \| \| \| --------------------- \| --------------------- \| --------------------- \| --------------------- \| --------------------- \| \| 1.ª \| Kirsten Wild \| Wiggle High5 \| 1 h 29 min 51 s \| \| \| 2.ª \| Marianne Vos \| WaowDeals \| + 0 s \| \| \| 3.ª \| Elisa Balsamo \| Valcar PBM \| + 0 s \| \| \| 4.ª \| Chloe Hosking \| Alé Cipollini \| + 0 s \| \| \| 5.ª \| Lotta Lepistö \| Cervélo Bigla \| + 0 s \| \| \| 6.ª \| Coryn Rivera \| Sunweb \| + 0 s \| \| \| 7.ª \| Jolien D'Hoore \| Mitchelton-Scott \| + 0 s \| \| \| 8.ª \| Giorgia Bronzini \| Cylance \| + 0 s \| \| \| 9.ª \| Alice Barnes \| Canyon-SRAM Racing \| + 0 s \| \| \| 10.ª \| Amalie Dideriksen \| Boels Dolmans \| + 0 s \| \| |                   |                    |                 |
| |                   |                    |                 |
| Fuente: ProCyclingStats |                   |                    |                 |
| Clasificación general |                   |                    |                 |
| Ciclista | Ciclista          | Equipo             | Tiempo          |
| 1.ª | Kirsten Wild      | Wiggle High5       | 1 h 29 min 51 s |
| 2.ª | Marianne Vos      | WaowDeals          | + 0 s           |
| 3.ª | Elisa Balsamo     | Valcar PBM         | + 0 s           |
| 4.ª | Chloe Hosking     | Alé Cipollini      | + 0 s           |
| 5.ª | Lotta Lepistö     | Cervélo Bigla      | + 0 s           |
| 6.ª | Coryn Rivera      | Sunweb             | + 0 s           |
| 7.ª | Jolien D'Hoore    | Mitchelton-Scott   | + 0 s           |
| 8.ª | Giorgia Bronzini  | Cylance            | + 0 s           |
| 9.ª | Alice Barnes      | Canyon-SRAM Racing | + 0 s           |
| 10.ª | Amalie Dideriksen | Boels Dolmans      | + 0 s           |

## UCI WorldTour Femenino
La RideLondon Classique otorga puntos para el UCI WorldTour Femenino 2018, incluyendo a todas las corredoras de los equipos en las categorías UCI Team Femenino. Las siguientes tablas muestran el baremo de puntuación y las 10 corredoras que obtuvieron más puntos:
| Posición   | 1.ª | 2.ª | 3.ª | 4.ª | 5.ª | 6.ª | 7.ª | 8.ª | 9.ª | 10.ª | 11.ª | 12.ª | 13.ª | 14.ª | 15.ª | 16.ª-30.ª | 31.ª-40.ª |
| Puntuación | 200 | 150 | 125 | 100 | 85  | 70  | 60  | 50  | 40  | 35   | 30   | 25   | 20   | 15   | 10   | 5         | 3         |

| Clasificación |                   |                    |        |
| Posición      | Ciclista          | Equipo             | Puntos |
| ------------- | ----------------- | ------------------ | ------ |
| 1.ª           | Kirsten Wild      | Wiggle High5       | 200    |
| 2.ª           | Marianne Vos      | WaowDeals          | 150    |
| 3.ª           | Elisa Balsamo     | Valcar PBM         | 125    |
| 4.ª           | Chloe Hosking     | Alé Cipollini      | 100    |
| 5.ª           | Lotta Lepistö     | Cervélo-Bigla      | 85     |
| 6.ª           | Coryn Rivera      | Sunweb             | 70     |
| 7.ª           | Jolien D'Hoore    | Mitchelton-Scott   | 60     |
| 8.ª           | Giorgia Bronzini  | Cylance            | 50     |
| 9.ª           | Alice Barnes      | Canyon SRAM Racing | 40     |
| 10.ª          | Amalie Dideriksen | Boels-Dolmans      | 35     |